# آاگتکرک
آاگتکرک (به لاتین: Aagtekerke) یک سکونتگاه مسکونی در هلند با جمعیت ۱٬۴۸۰ نفر است که در Veere واقع شده‌است.

## نگارخانه

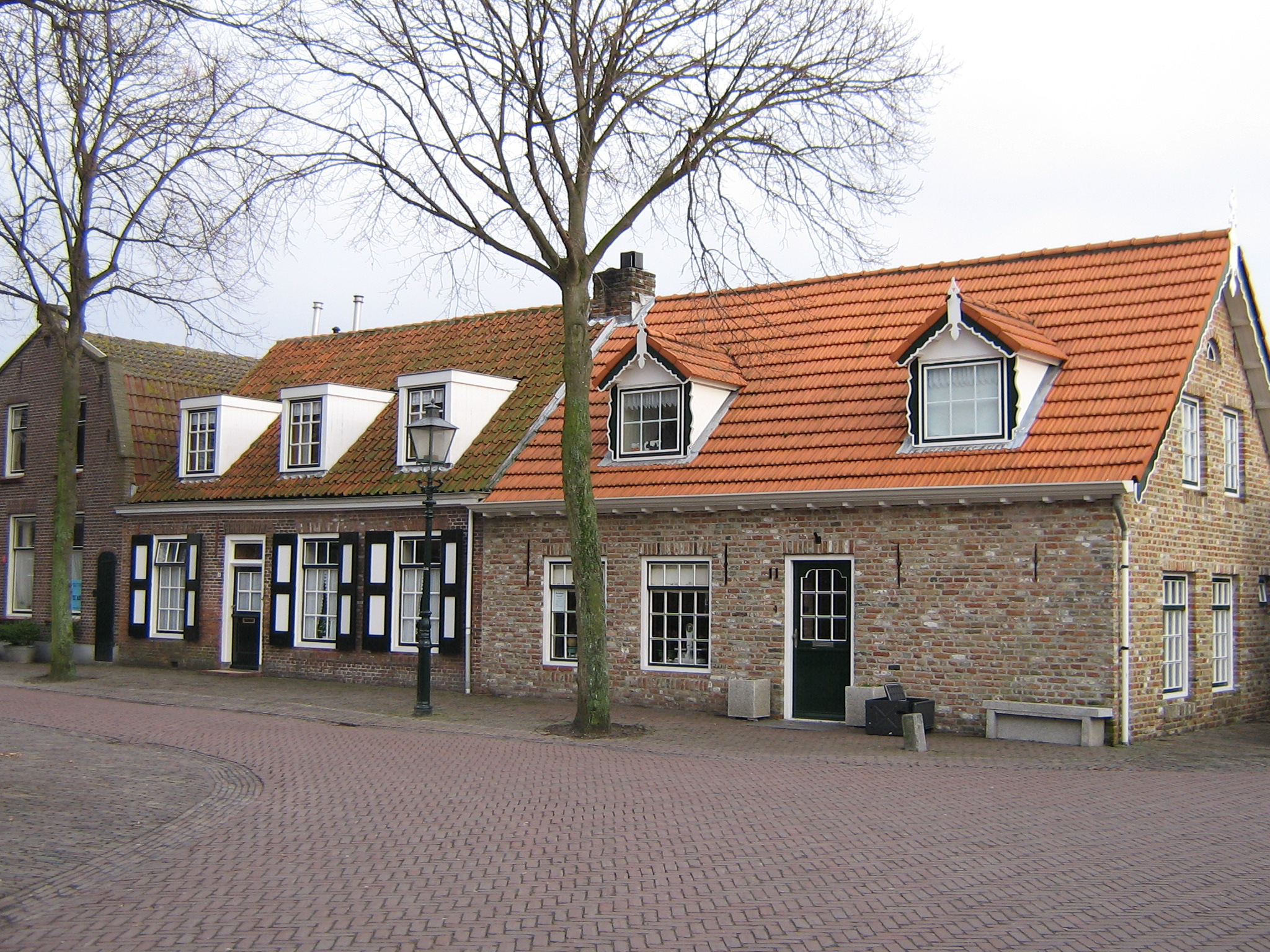
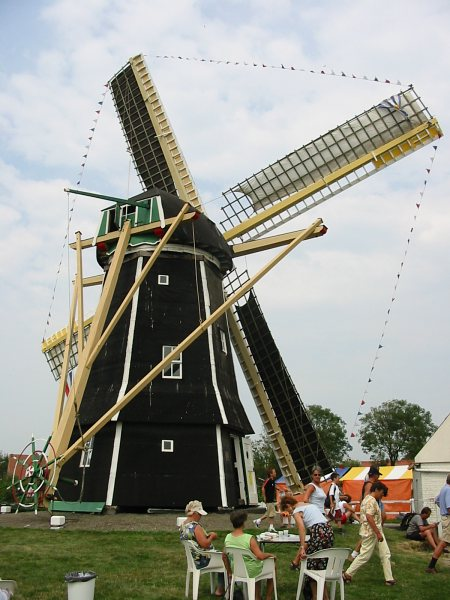